# HEYL
HEYL‏ (Hes related family bHLH transcription factor with YRPW motif-like) هوَ بروتين يُشَفر بواسطة جين HEYL في الإنسان.
يُشفِّر هذا الجين عضوًا من عائلة عوامل النسخ الأساسية الحلزونية الحلقية (bHLH) ذات الشعر والمُحسِّنة للانقسام المرتبط (HESR). يحتوي تسلسل البروتين المُشفَّر على نطاق bHLH وبرتقالي محفوظين، إلا أن نمط YRPW الخاص به قد انحرف عن أعضاء عائلة HESR الأخرى. يُعتقد أنه مُفعِّل لإشارات Notch ومُنظِّم لقرارات مصير الخلايا. عُثر على مُتغيِّرات نسخ مُوصَّلة بشكل بديل، ولكن لم تُحدَّد صلاحيتها البيولوجية بعد.